# Partidul Muncitoresc Polonez
Partidul Muncitoresc Polonez (în poloneză Polska Partia Robotnicza, PPR) a fost un partid comunist din Polonia care a funcționat din 1942 până în 1948. El a fost înființat în încercarea de reconstituire a Partidului Comunist Polonez și a dispărut după unirea cu Partidul Socialist Polonez din 1948, când cele două au format Partidul Muncitoresc Unit Polonez.

## Istoric
Soarta Partidului Comunist Polonez a fost decisă de Iosif Vissarionovici Stalin. Acesta a declanșat în 1938 epurarea în cadrul Partidului Comunist Polonez, după modelul aplicat în Partidul Comunist (bolșevic) al Uniunii Sovietice. Au fost arestați, trimiși la închisoare sau executați în jur de 5.000 de membri ai partidului polonez acuzați în principal de troțkism. 
După atacul declanșat de Germania Nazistă împotriva Uniunii Sovietice, Stalin a fost convins de politicianul sovietic originar din Polonia Wanda Wasilewska să acorde sprijin comuniștilor polonezi. În ianuarie 1942, un grup de inițiativă comunistă care îi includea pe Marceli Nowotko, Paweł Finder și Bolesław Mołojec a primit permisiunea lui Stalin să formeze un nou partid comunist polonez, Polska Partia Robotnicza (PPR). S-a evitat folosirea titulaturii „comunist” din numele partidului în încercarea de subliniere a independenței față de Uniunea Sovietică. În plus, membrii grupului cunoșteau prostul nume de care se bucura comunismul în rândurile cetățenilor polonezi, în special a celor care fuseseră sub controlul URSS în perioada ocupației sovietice din 1939 – 1941.
După moartea lui Nowotkoa și arestarea lui Finder, Władysław Gomułka a devenit secretarul general al Comitetului Central al PPR din 1943 până la desființarea partidului în 1948.

## Lupta pentru recunoaștere
PPR a depus eforturi pentru câștigarea încrederii polonezilor și lui Stalin. Stalin era neîncrezător în toate partidele comuniste din afara Uniunii Sovietice și prefera să să se bazeze pe instituțiile și oamenii care puteau fi ținute sub controlul să strict. Deși toate deciziile care se luau în cadrul PPR aveau nevoie de aprobarea sovieticilor, nu există dovezi a unor ordine emise direct de la Moscova. 
În Polonia, partidul nu a reușit să atragă un număr mare de membri datorită faptului că partidele istorice se bucurau de sprijinul popular și erau bine reprezentate în guvernul aflat în clandestinitate. În plus, poziția PPR de acceptare a ocupării de către Uniunea Sovietică a regiunilor răsăritene ale Poloniei făcea ca partidul să se bucure de puține simpatii în rândurile cetățenilor obișnuiți. 
În încercarea de obținere a legitimității, PPR a publicat în noiembrie 1943 manifestul „Pentru ce luptăm noi? Declarația PPR” („O co walczymy? Deklaracja Polskiej Partii Robotniczej”). Acesta sublinia obiectivele partidului cu privire la independența Poloniei și angajarea lui pe linia revoluției socialiste. Recunoașterea unei orientări naționaliste urmărea asocierea la guvernare cu alte partide și ruperea legăturilor cu politica comunistă nepopulară de participare la activitatea guvernamentală și parlamentară a statului burghez. În acele momente, nici Stalin, nici activiștii comuniști ortodocși nu au dorit să implice partidul în activități de propagandă.

## Guvernul în exil
Singurul for reprezentativ al Poloniei recunoscut la nivel internațional era guvernul în exil cu sediul la Londra. Guvernul era reprezentat în Polonia ocupată de Delegatura, care asigura administrația  „Statului Secre”. Delegatura era formată din reprezentanții principalelor partide politice și era condusă de Stanisław Mikołajczyk, liderul popularului Partid Țărănesc. Formațiunea militară secretă a Statului Secret Polonez, Armia Krajowa (AK), depășea în mod semnificativ din punct de vedere numeric aripa militară a PPR, Armia Ludowa (AL).
PPR dorea să fie recunoscută pe plan politic prin trimiterea unor membri în Delegatura și AK. Încercările lor nu au fost însă încununate de succes, deoarece restul partidelor considerau că Partidul Muncitoresc nu este decât o coloana a cincea a sovieticilor. Printre condițiile pe care Delegatura dorea să le impună PPR era renunțarea la calitatea de membru al Cominternului și condamnarea ocupării estului Poloniei de către Uniunea Sovietică. Nedorind să îndeplinească aceste două cerințe, PPR nu s-a alăturat structurilor Statului Secret Polonez. Mai târziu, cu sprijinul Armatei Roșii Partidul Muncitoresc avea să cucerească puterea politică în Polonia. 

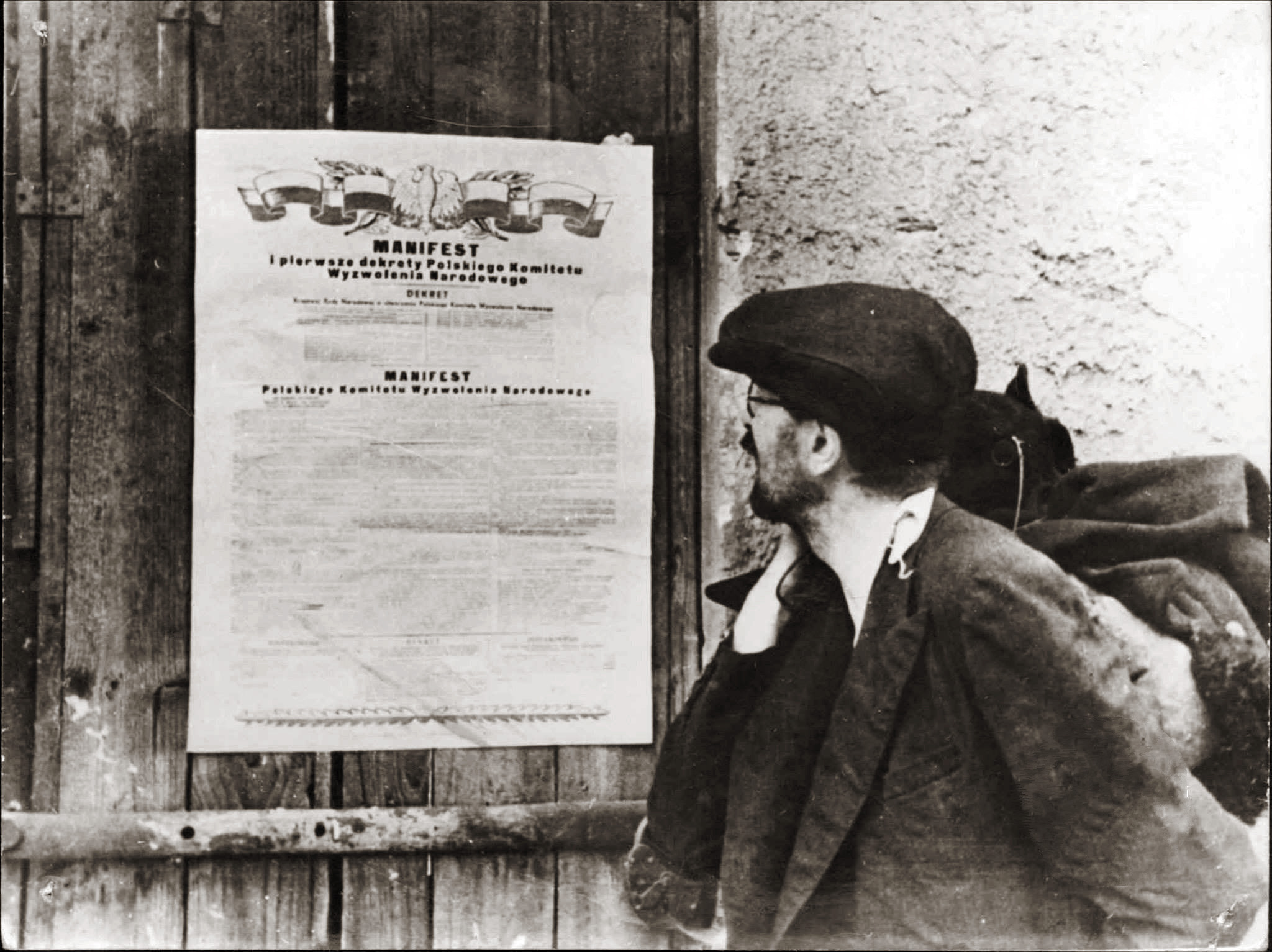
Cetățean citind Manifestul Comitetului Polonez de Eliberare Națională, fotografie de propagandă datată 22 iulie 1944

## Conflictul pentru putere
Chiar în cadrul mișcări comuniste s-a manifestat un conflict cu privire la metodele de urmat pentru cucerirea puterii. A existat o diferență de abordare între tabăra celor emigrați și îndoctrinați în Uniunea Sovietică, reprezentată de Bolesław Bierut, care respectau cu strictețe linia stalinistă, și cea a activiștilor rămași în țară, precum Gomułka. Stalin, care avea interesul să îi calmeze pe aliații occidentali a negociat cu aceștia formarea unui guvern provizoriu acceptabil pentru toate părțile. În condițiile în care Armata Roșie pătrunsese în Polonia, iar perspectiva eliberării capitalei Varșovia părea apropiată, comuniștii polonezi și-au schimbat politica, formând un guvern paralel cu cel provizoriu. 
Gomułka dorea să creeze un partid politic cu o bază mai largă, care ar fi inclus și alte partide populare sau de stânga. Date fiind dificultatea cu care se putea comunica cu Moscova, pașii pentru realizarea acestei politici au fost făcuți fără informarea și aprobarea lui Stalin, iar Bierut s-a împotrivit unei asemenea abordări. Refuzul celor mai importante partide să se alăture PPR a făcut necesară organizarea unei număr de organizații și partide cu nume asemănătoare cu cele ale partidelor muncitorești și țărănești deja existente. Această manevră a creat impresia existenței unui larg sprijin politic al formațiunilor de stânga. 
Stalin, incapabil sau lipsit de dorința să negocieze cu Delegatura, și-a schimbat tactica și a hotărât formarea unui guvern provizoriu pentru teritoriile eliberate care să excludă partidele istorice. Pe 22 iulie 1944, Stalin a anunța Comitetului Național de Eliberare Națională - Polski Komitet Wyzwolenia Narodowego (PKWN)

## Consolidarea puterii
PPR a beneficiat de sprijinul unor instituții puternice și a speculat evenimentele favorabile pentru a-și întări poziția. Eșecul Insurecției din Varșovia a decimat rândurile AK, iar Delegatura a fost puternic slăbită de distrugerea aripii sale militare. Eliberarea Varșoviei de către Armata Roșie a dus la creșterea prestigiului politic al PPR. În ianuarie 1945, PPR și guvernul său provizoriu au primit recunoașterea oficială a lui Stalin. Aliații occidentali au considerat delicată sprijinirea poziției Delegaturii de singur reprezentant oficial al poporului polonez și de respingere a noii granițe polono-sovietice. Mai mult chiar, Stalin a reușit să îi elimine pe reprezentanții guvernului polonez în exil de la negocierile privind viitorul Poloniei. 

## Victoria împotriva Delegaturii
Puterea și coeziunea guvernului în exil a fost distrusă odată ce premierul Stanisław Mikołajczyk, liderul puternicului Partid Popular (Țărănesc) s-a alăturat guvernului controlat de comuniști. Ca rezultat imediat a fost creat pe 28 iunie 1945 Guvernul Provizoriu de Uniune Națioanală, Tymczasowy Rząd Jedności Narodowej (TRJN), care avea în cele din urmă să fie recunoscut de aliații occidentali ca singur reprezentant la Poloniei. La formarea acestui guvern au participat PPR, Partidul Socialist Polonez, Partidul Popular al lui  Mikołajczyk, Partidul Țărănesc și Partidul Democrat. PPR și aliații săi au avut controlul asupra politicii guvernului, miniștrii lor ocupând 17 din cele 21 de portofolii. 
.

## Metodele PPR
PPR a folosit metode totalitare similare cu cele ale altro partide comuniste din Europa Răsăriteană. Guvernul provizoriu nu a așteptat organizarea unor alegeri libere și a luat măsura înfăptuirii rapide a reformei agrare, pentru ca să câștige simpatia țăranilor. Executivul a proclamat o amnistie pentru toți opozanții, care urmărea slăbirea puterii AK. În aprilie 1946 a fost formată o nouă miliție cetățenească încadrată cu voluntari (ORMO). Miliția cetățeancă urma să sprijine acțiunile poliției criminale (Milicja Obywatelska), poliției politice (UBP), jandarmeriei (KBW), armatei, poliției politice sovietice (NKVD) și a Armatei Roșii pentru eliminarea oricărei opoziții armate împotriva guvernului. NKVD a folosti orice metode eliminarea oponenților – arestarea, uciderea, hărțuirea celor care nu erau de acord cu noul regim politic. În plus, propaganda a fost folosită pentru crearea unei imagini favorabile noului guvern. AK, considerată reprezentanta Delegaturii, a fost discreditată prin acuzații grave pentru eșecul Insurecției din Varșovia. După eliminarea opoziției legale din afara guvernului, PPR s-a concentrat pe cucerirea puterii în cadrul guvernului provizoriu. 
PPR era un partid slab, care trebuia să facă față opoziției din partea partidelor socialiste și populare și, spre deosebire de situația altor partide comuniste din Europa Răsăriteana, nu ar fi putut obține suficiente voturi pentru ca să dețină controlul asupra guvernului. Folosindu-se de argumentul evitării războiului civil, PPR a sugerat o alternativă la organizarea unor alegeri libere, și anume cea a prezentării unei liste unice de candidați sub umbrela unui așa-numit „Bloc Democrat”. Partidul Socialist a fost de acord să adere la Blocul Democrat, dar Partidul Poporului a refuzat să se alieze cu PPR. Partidul Muncitoresc și-a schimbat mai apoi strategia: a amânat alegerile până după organizarea unui referendum care i-au dat puteri sporite pentru modificare structurii politice a Senatului. În același timp, forțele de represiune controlate de PPR au trecut la arestarea, hărțuirea și împiedicarea publicității electorale pentru activiștilor Partidului Popular. Rezultatele referendumului au fost falsificate pentru a-i da Blocului Democrat o majoritate confortabilă. 
După fiecare etapă în care își consolida puterea, PPR  a renunțat tot mai fățiș la pretențiile de cooperare cu oponenții sau colaboratorii politici și a folosit din ce în ce mai evident amenințările și intimidarea ca armă politică. Blocul Democrat a câștigat 80% din voturile de la alegerile din iulie 1946. Aceste alegeri au dus la eliminarea de pe scena politică a Partidului Popular și i-a permis Partidului Muncitoresc să devină singurul reprezentant al stângii politice. PPR a dominat guvernul prin numirea activiștilor comuniști în funcțiile de ministru sau de adjuncți ai miniștrilor. Deși socialiștii dețineau mai multe portofolii ministeriale, ei nu au avut nicio putere în formularea politicii executivului. Comuniștii și-au întărit monopolul asupra puteri eliminând orice posibilă amenințare și rupând orice legătură cu opoziția. Pentru a-și definitiva controlul asupra scenei politice poloneze, PPR a făcut presiuni asupra socialiștilor pentru unificarea partidelor iar, pentru a-și asigura un mai mare control asupra societății, guvernul a introdus noi infracțiuni în Codul Penal, precum cea de „răspândire de zvonuri”. 
Ruptura iugoslavo-sovietică a dus la o modificarea a politicii partidului. Criticile lui Gomułka a politicii sovietice cu privire la reunificarea Germaniei s-au dovedit limitate și de un naționalism desuet. Politica lui Gomułka de adaptare a socialismului la condițiile specifice țării – „Drumul polonez spre socialism” – nu a mai fost considerată viabilă. Stalin a hotărât să reia controlul ferm asupra PPR. În august 1948, Politburo l-a instala pe Bolesław Bierut în funcția de Secretar General al PPR. Partidul Socialist a fost desființat și absorbit complet în structurile PPR. Prin această ultimă acțiune a intrat pe scena politică noul partid comunist, Partidul Muncitoresc Unit Polonez (Polska Zjednoczona Partia Robotnicza, PZPR). Noua linie politică a PZPR a consfințit renunțarea la orice ideal democratic sau influență occidentală și acceptarea fără rezerve a liniei „adevăratului” comunism de sorginte sovietică, care viza transformarea societății după modelul stalinist. 